# Schwarzkopf (Spessart)
Der Schwarzkopf ist eine 460 m ü. NN hohe Erhebung im Spessart. Er gehört zum Höhenzug der Eselshöhe.

## Beschreibung
Der bewaldete Berg liegt im bayerischen Landkreis Aschaffenburg östlich von Hain im Spessart, einem Ortsteil von Laufach, und südlich von Heigenbrücken.
Der Schwarzkopftunnel, der bis zum 15. Juni 2017 die beiden Ortschaften Laufach und Heigenbrücken per Bahnlinie miteinander verband, unterquert nicht den Gipfel des Berges, sondern den Sattel zwischen Schwarzkopf und dem sich nordwestlich anschließenden Falkenberg (444 m). Die Strecke ist mit dem Namen Spessartrampe bekannt und wies eine durchschnittliche Neigung von 20 ‰ auf. Die Main-Spessart-Bahn verläuft seit der Neutrassierung durch den Falkenbergtunnel.
Über den Schwarzkopf verläuft der Eselsweg, ein Fernwanderweg von Schlüchtern nach Großheubach.